# Scironide
Scironide (in greco antico: Σκιρωνίδης?, Skironìdes; metà del V secolo a.C. – dopo il 411 a.C.) è stato un ammiraglio ateniese.

## Biografia
Nel 412 a.C. Scironide, assieme a Frinico e Onomacle, fu nominato comandante della flotta ateniese e argiva, che in quell'anno fu mandata in Asia Minore. Dopo uno scontro vittorioso cogli abitanti di Mileto, che erano stati aiutati dal satrapo persiano Tissaferne e dallo spartano Calcideo, i tre si prepararono ad assediare la città; quando però arrivò una flotta peloponnesiaca e siciliana in soccorso della città, essi tornarono indietro a Samo, come consigliato da Frinico. In quell'anno Scironide venne lasciato a Samo, mentre Strombichide, assieme ad altri due colleghi (Onomacle e un certo Esitnimone), andò a combattere gli abitanti di Chio.
Nel 411 a.C., comunque, Pisandro convinse gli Ateniesi a richiamare in città Frinico e Scironide, mentre Diomedonte e Leonte andarono a sostituirli a Samo.
Dopo il 411 non si hanno più notizie di Scironide.